# 詹森·舒瓦兹曼
詹森·弗朗切斯科·舒瓦兹曼（英語：Jason Francesco Schwartzman，1980年6月26日—）是一名美国男演员和音乐家。
舒瓦兹曼於1998年韦斯·安德森執導的电影《青春年少》中首次亮相，随后又出演了其他七部韋斯·安德森的电影：《穿越大吉嶺》（2007年）、《了不起的狐狸爸爸》（2009年）、《月升王国》（2012年）、《布达佩斯大饭店》（2014年）、《犬之岛》（2018年）、《法蘭西特派週報》（2021年）、《小行星城》（2023年）。他也出演其他电影，如《Spun》（2003年）、《心靈偵探社》（2004年）、《凡爾賽拜金女》（2006年）和《克劳斯：圣诞节的秘密》（2019年）。舒瓦兹曼主演了电视连续剧《凡人煩人》（2009年—2011年），并出现在FX选集系列剧《冰血暴》（2020年）的第四季中。2024年，他参演了盧卡·格達戈尼諾执导的电影《酷儿》。此外，他是亚马逊Prime剧集《Mozart in the Jungle》（2014年—2018年）的执行制片人，並参演了该剧集。
他已經其个人项目Coconut Records发行了三张专辑，他此前是摇滚乐队幽靈星球樂團的鼓手。